# Świątynia Apollina w Delfach

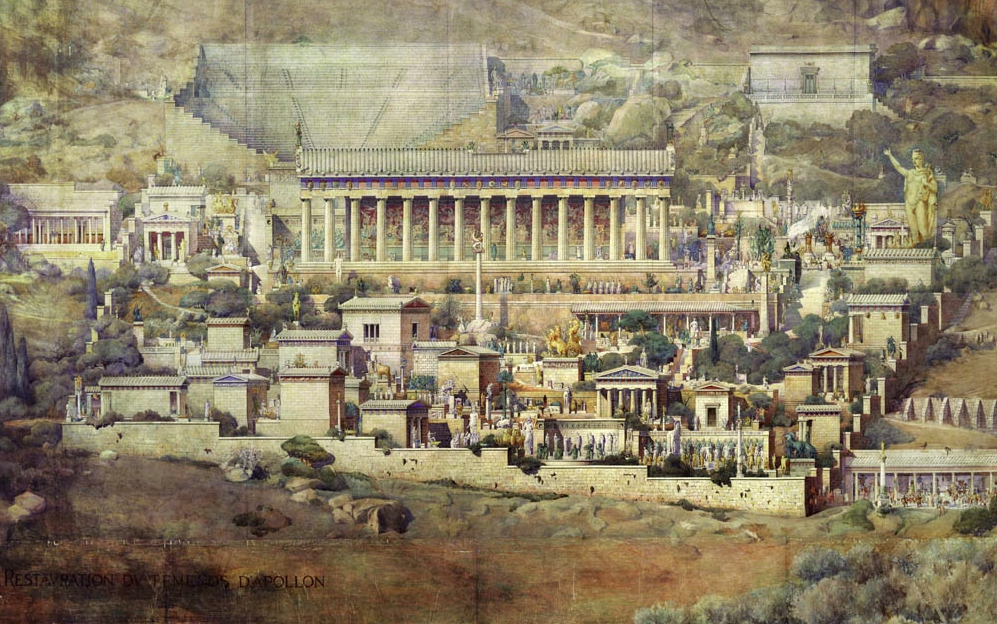
Hipotetyczna rekonstrukcja świątynnego kompleksu delfijskiego autorstwa francuskiego architekta Alberta Tournaire'a (1862–1958), Świątynia Apollina w centrum sanktuarium

Świątynia Apollina w Delfach – starożytna świątynia poświęcona Apollinowi w Delfach, współcześnie część stanowiska archeologicznego w Delfach, które w 1987 roku zostało wpisane na listę światowego dziedzictwa UNESCO.

## Sanktuarium
Świątynia Apollina z wyrocznią delficką stanowiła centrum sanktuarium Apollina w Delfach . W jej wnętrzu skrywał się adyton, gdzie znajdował się omfalos (pol. „pępek ziemi”), złoty posąg bóstwa, święty laur, grobowiec Dionizosa i ustawiony nad wieszczą szczeliną trójnóg, na którym zasiadała Pytia i wydała swoje przepowiednie . Świątynia znana jest z aforyzmów, które widniały u jej wejścia, „Poznaj samego siebie“ (γνῶθι σεαυτόν gnōthi seauton) oraz „Nic ponad miarę“ (μηδὲν ἄγαν mēden agan). Terasę świątyni umacniał kamienny mur poligonalny wzniesiony w 548 roku p.n.e., na którym odkryto prawie 700 inskrypcji. Do świątyni wiodła serpentynami Święta Droga, wzdłuż której wznosiły się pomniki, wota i skarbce miast, w których przechowywano wota i dzieła sztuki świadczące o potędze miast .

## Historia
Według legendy pierwsza świątynia Apollina w Delfach została wykonana z gałęzi laurowych, druga z wosku pszczelego i piór, przysłanych przez Apolla z mitycznej krainy Hiperborea, a trzecia z brązu . Pierwsza kamienna świątynia miała zostać wzniesiona przez mitycznego herosa Trofoniosa budowniczego Agamedesa, którym miał pomagać sam Apollo . Budowa tej świątyni została opisana przez Homera w Hymnie do Apollina.
Powstanie pierwszej prawdopodobnie kamiennej świątyni datuje się na podstawie badań archeologicznych na VII w. p.n.e. – budowla ta została zniszczona w pożarze w 548 roku p.n.e. 
W ok. 525 roku p.n.e., w miejscu spalonej świątyni, wzniesiono nową z kamienia i marmuru, ufundowaną w dużej mierze przez Alkmaeonidów . Dotacje na budowę świątyni spłynęły z całej Grecji i część kosztów pokryła również Amfiktionia Delficka.
Archaiczny gmach obejmował perystyle doryckie z 6 kolumnami w części tylnej i 15 po bokach . Bogate dekoracje rzeźbiarskie wykonał Antenor z Aten . Na frontonie wschodnim przedstawiono scenę przybycia Apollina z siostrą Artemidą i matką Leto; bogowie ukazani byli na rydwanie otoczonym przez kobiety i mężczyzn . Fronton zachodni zdobiły sceny z Gigantomachii .
Świątynia ta została zniszczona przez trzęsienie ziemi w 373 roku p.n.e.  Kolejna świątynia została wzniesiona dzięki datkom z całej Grecji
w latach ok. 366–326 p.n.e.  Jej budowa została opóźniona przez III wojnę świętą (356–346 p.n.e.). Był to perypter dorycki z pronaosem, naosem i opistodomosem . Budowniczymi byli Spintaros z Koryntu, Ksenodoros i Agaton . Dekoracje rzeźbiarskie z marmuru paryjskiego wykonali Praksias i Androstenes .
Po zamknięciu wyroczni na mocy dekretu bizantyjskiego cesarza Teodozjusza z 391 roku zakazującego wróżbiarstwa , świątynia została zniszczona.
Ruiny świątyni to współcześnie część stanowiska archeologicznego w Delfach, które w 1987 roku zostało wpisane na listę światowego dziedzictwa UNESCO .

## Architektura
Świątynia z IV w. p.n.e., której ruiny przetrwały do dziś, była perypterem doryckim z pronaosem, naosem i opistodomosem (60,32 × 23,82 m ). Tak jak jej poprzedniczka miała 6 kolumn w części tylnej i 15 po bokach . Dwie kolumnady po 8 kolumn jońskich dzieliły naos na trzy nawy  – północna liczyła prawdopodobnie 8 kolumn i południowa jedynie 6 z powodu znajdującej się tam bazy posągu . W części zachodniej znajdował się adyton z omfalosem i wyrocznią .
Fronton wschodni zdobiły postaci Apollina i muz, a zachodni Dionizosa i menad . Nie do końca wiadomo, dlaczego Dionizos został uhonorowany na równi z Apollinem, niektórzy badacze upatrują w tym wpływów macedońskich, inni – ateńskich. Metopy były pozbawione dekoracji rzeźbiarskiej i w 279 roku p.n.e. zostały ozdobione tarczami Persów po zwycięstwie w bitwie pod Maratonem.